# 李錫金
李錫金（1786年—1865年），泉州府晉江縣人，清治時代竹塹城商人。

## 生平

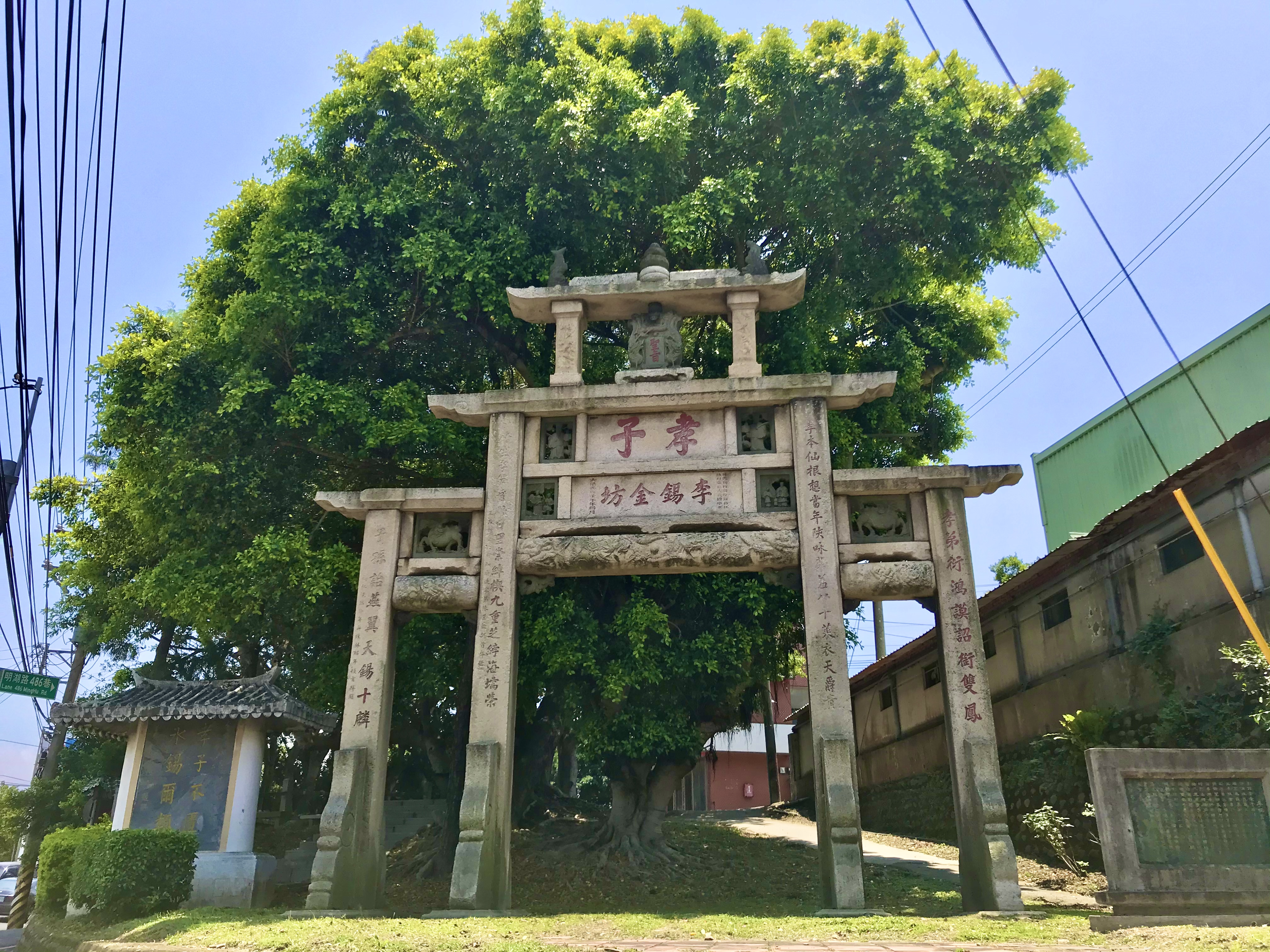
李錫金孝子坊

李錫金屬銀川李氏，生於乾隆五十一年（1786年），原住泉州府晉江縣。他因遇母有疾，用藥必謹、延醫必慎、藥必先嚐，日夜恃親臥側，甚至焚香乞以身代，而以孝子知名。十四歲父歿時奉母命赴臺灣，與伯兄相偕至竹塹。
李錫金受雇於北門鄭家鄭用錫的父親鄭崇和，被提拔作掌櫃。十七歲時，母親去世。他耿念父母時歲乏祀，向鄭崇和泣告請求預支五年薪資返鄉修築親墳，獲主人准予。
過去北門鄭家有鴉片，竹蓮寺後的古井還名「鴉片井」。依據《新竹鄭利源號典藏古文書》，李錫金因在舊港幫助一名商人走私藏在麵線的鴉片膏，獲得批貨權，於是由鄭家出錢、李家出人，成立「鄭李恆利」商行批貨。
李錫金取得自己的利潤後，隨即償還長工債，在今北門街自創「李陵茂」號，成為竹塹城大商號之一。事業有成後，他參與地方墾殖，道光十六年（1836年）曾參與竹塹城東南山區開發，成為金廣福墾號閩籍捐資股夥之一。隔年與許泉記合夥向金廣福承墾埔地開墾，累積不少田產。 咸豐年間，淡水廳械鬥不止，李錫金除隨鄭用錫四處勸和外，更於咸豐四年（1854年）艋舺頂下郊拚後正逢歲歉時，出米平糶救助許多人。同治元年（1862年），戴潮春事件，李錫金協同地方士紳辦理保安局業務，樂助軍餉。

## 身後
李錫金於同治四年（1865年）逝世時自毀欠券以示周恤貧窮，誥封奉直大夫國學生。光緒五年（1879年）八月，新竹廩生林鵬霄等人臚陳李錫金孝行呈報官府，於光緒七年（1881年）題准建孝子坊，次年十二月在竹塹城北門外湳仔建李錫金孝子坊。
李錫金其後代有二十人登科舉仕名之列、欽旌節婦五人。李澄英為其後代，為身心障礙權利運動者。